# Xã Nelson, Quận Cloud, Kansas
Xã Nelson (tiếng Anh: Nelson Township) là một xã thuộc quận Cloud, tiểu bang Kansas, Hoa Kỳ. Năm 2010, dân số của xã này là 109 người.